# فرودگاه بیجی
فرودگاه بیجی (به انگلیسی: Bijie Airport) یک فرودگاه همگانی است . این فرودگاه در کشور چین قرار دارد .

## شرکت‌های هواپیمایی و مقصدهای پروازی
| شرکت‌های هواپیمایی         | مقصدهای پروازی                                                                     |
| ------------------------- | ---------------------------------------------------------------------------------- |
| China Express Airlines    | چنگدو شوانگلیو، چنگچینگ ییانگبی، لانگ‌دونگ‌بائو گوئی‌یانگ، سانیا فونیکس، زیامن گائوچی |
| هواپیمایی جنوبی چین       | بایون گوآنگجو، شنژن بن                                                             |
| چاینا یونایتد ایرلاینز    | پکن نانیوان                                                                        |
| Colorful Guizhou Airlines | لانگ‌دونگ‌بائو گوئی‌یانگ                                                              |
| GX Airlines               | نانینگ ووژو، شی‌آن شیان‌یانگ، لانجو ژنگچوان                                          |
| جونیائو ایرلاینز          | هانگجو ژیاشان، کونمینگ چانگشوی، نانجینگ لوکو، شانگهای هونگچیائو                    |